# Félag heyrnarlausra
La Félag heyrnarlausra (in lingua italiana Associazione dei Sordi Islandese) è l'associazione della comunità sorda islandese.